# Antea (satélite)
Antea (del griego Άνθη), Saturno XLIX, o por su designación provisional, S/2007 S 4 es una luna muy pequeña de Saturno, situada entre las órbitas de Mimas y Encélado. Su nombre, que significa flor, hace referencia a una de las alciónides (hijas de Alcioneo). Es la 60.ª luna confirmada de Saturno.
Antea fue descubierta por el Cassini Imaging Team en las imágenes tomadas el 30 de mayo de 2007. Tras el descubrimiento, una búsqueda realizada por el equipo entre imágenes antiguas reveló este pequeño satélite entre las recogidas en junio de 2004. Se anunció por primera vez el 18 de julio de 2007.
Antea está visiblemente afectada por una resonancia de longitud media mucho mayor que Mimas. Esto provoca que su órbita varíe en el semieje mayor unos 20 km respecto a la que seguiría sin perturbaciones en un plazo de 2 años. La estrecha proximidad a las órbitas de Palene y Metone y el hecho de que tengan elementos orbitales similares sugiere que estas lunas puedan formar una familia dinámica.